# Sunnyside, Kalifornien
Sunnyside är en ort i Fresno County i delstaten Kalifornien, USA.